# Frederick Funston
Frederick Funston (11 septembre 1865 - 19 février 1917) est un général américain.

## Biographie
Frederick Funston est né le 11 septembre 1865 dans l'Ohio, fils d'Edward H. Funston. Sa famille s'est déplacée dans le Kansas en 1881.
Il mesurait 1,65 m et a été refusé une première fois dans l'armée. Il étudie à l'Université du Kansas entre 1885 à 1888.
Il débute au département de l'agriculture et travaille en Alaska.
Il rejoint par la suite les révolutionnaires cubains qui se battent en 1896 pour leur indépendance contre l’Espagne.
Il attrape la malaria et retourne aux États-Unis. De retour à New York, il est promu colonel.
Il participe à la guerre hispano-américaine.
Il est envoyé par la suite aux Philippines et combat avec les indépendantistes. Il est nommé général de brigade le 23 mars 1900.
Peu de temps avant l'entrée des États-Unis dans la Première Guerre mondiale, le président Woodrow Wilson souhaite le voir à la tête de toute la Force expéditionnaire américaine (AEF), mais il est alors victime de problèmes de santé : d'abord avec un cas d'indigestion en janvier 1917, suivi d'une crise cardiaque fatale. Il meurt à 51 ans à San Antonio, au Texas, et est enterré au cimetière national de San Francisco.